# Agasyllis
- Commons
- Wikispecies

Agasyllis é um género botânico pertencente à família Apiaceae.
A espécie Agasyllis caucasica é endêmica no Cáucaso.

## Espécies
Apresenta seis espécies:
- Agasyllis caucasica
- Agasyllis chymsydia
- Agasyllis galbanum
- Agasyllis gummifera
- Agasyllis latifolia
- Agasyllis salsa